# Рубежанский картонно-тарный комбинат
Рубежанский картонно-тарный комбинат — промышленное предприятие в городе Рубежное Луганской области.

## История
Рубежанский картонно-бумажный комбинат проектной мощностью 100 тыс. тонн тестлайнера и 112 млн. м² гофротары в год был построен согласно Постановлению Совета Министров УССР № 323 от 19 июня 1981 года "Об обеспечении строительства в 1982-1986 годах картонно-бумажного комбината на базе использования макулатуры в г. Рубежное Ворошиловградской области" и в 1991 году введён в эксплуатацию.
Первой продукцией комбината был плоский гофрированный картон с белым и бурым покровным слоем.
21 января 1995 года Рубежанский картонно-тарный комбинат был передан в управление государственной акционерной компании "Укрресурсы". 15 мая 1995 года Кабинет министров Украины утвердил решение о приватизации комбината, после чего государственное предприятие было преобразовано в открытое акционерное общество.
В августе 1997 года комбинат был включён в перечень предприятий, имеющих стратегическое значение для экономики и безопасности Украины.
В 1998 году комбинат освоил производство 7-слойного гофрокартона, В 2003 году - производство картонной упаковки с офсетной печатью и начал промышленное производство микрогофрокартона, в 2004 году - начал выпуск гофротары с многоцветной (до шести цветов) флексопечатью.
В 2007 году комбинат являлся крупнейшим производителем гофрокартона на территории Украины (30% от общего объема производства в стране). В это время собственником 49,59% акций комбината была компания "DS Smith Ukraine Ltd.", 24,99% - компания "SBM Trading Limited" (Кипр), 22,95% - компания "Paper Investment Company Limited" (Кипр).
В дальнейшем комбинат был преобразован в закрытое акционерное общество.
По состоянию на четвертый квартал 2016 года комбинат находился в собственности компаний "DS Smith Ukraine Ltd." (Великобритания) и "Кomelinco Trading Ltd." (Кипр), каждая из которых владела равными пакетами по 49,59% акций РКТК.

## Современное состояние
Комбинат специализируется на выпуске составляющих для гофрокартона и его переработке в гофротару (в том числе, в ящики для тяжёлых грузов), а также картона-основы для гипсокартона.